# Ricky García
Ricky Denis García García (né le 27 juillet 1971 à Puerto Cortés au Honduras) est un footballeur international hondurien, qui évoluait au poste de milieu de terrain.

## Biographie

### Carrière en sélection
Avec l'équipe du Honduras, il joue 25 matchs (pour un but inscrit) entre 1999 et 2001. Il figure notamment dans le groupe des sélectionnés lors de la Gold Cup de 2000.
Il participe également à la Copa América de 2001, où le Honduras se classe troisième.
Il joue enfin 7 matchs comptant pour les tours préliminaires de la coupe du monde 2002.

## Palmarès
- Champion du Honduras en 2001 (Ouverture) et 2006 (Ouverture) avec le CD Motagua